# Neocalymnia obconica
Neocalymnia obconica là một loài bướm đêm trong họ Noctuidae.